# Ptilinop pitgroc
El ptilinop pitgroc (Ramphiculus occipitalis) és una espècie d'ocell de la família dels colúmbids (Columbidae) que habita els boscos de les illes Filipines, fora de Palawan.